# 番社 (臺南市東山區大字)
番社，是臺灣臺南市東山區的一個傳統地域名稱，也是全區行政中心所在地，位於該區西北部。相較於今日行政區，其範圍大致包括東山里東部、東正里不含東端及南端、東中里不含西北部及東南部、東河里東北部、聖賢里東端。

## 歷史
台灣日治初期，番社地區為一街庄，稱為「番社街」，隸屬於哆囉嘓西堡。該街輪廓呈南北狹長形，北與店仔口街為鄰，東北與崁仔頭庄為鄰，東及東南與大客庄為鄰，西南邊為吉貝耍庄，西邊田尾庄、許秀才庄、下秀祐庄。
1901年（日治明治三十四年）11月，全台設置二十廳，該街隸屬於鹽水港廳。1909年（明治四十二年）10月，合併二十廳為十二廳，該街改隸屬於嘉義廳。1920年（大正九年），廢十二廳改設五州二廳，該街改制為「番社」大字，隸屬於臺南州新營郡番社庄。
戰後番社庄改制為番社鄉，隸屬於臺南縣，大字亦改制為村。1946年，番社鄉改名為東山鄉。1950年雲、嘉、南分治，東山鄉仍隸屬於臺南縣。2010年12月，因臺南縣市合併為直轄臺南市，東山鄉改制為東山區，村亦改制為里。

## 聚落
本地區發展較早的聚落有番社、鳳尾厝、北馬、舊社等，在日治期初期的官方地圖上已有記載。

## 交通
- 市道165號

## 學校
- 東山國中
- 東山國小

## 廟宇
- 東山碧軒寺
  - 東山碧軒寺迎佛祖暨遶境（無形文化資產民俗類）